# كاين بوند
كاين بوند (بالإنجليزية: Kain Bond)‏ هو لاعب كرة قدم بريطاني، ولد في 19 يونيو 1985 في توركاي في المملكة المتحدة. لعب مع نادي توركي يونايتد.

## وصلات خارجية
- كاين بوند على موقع قاعدة بيانات كرة القدم.إي يو (الإنجليزية)
- كاين بوند على موقع Soccerbase.com (لاعب) (الإنجليزية)